# Mortillano
El Mortillano es una montaña ubicada en el sector oriental de la cordillera Cantábrica, en el parque natural de los Collados del Asón.  Mide 1411 metros de altitud y pertenece al municipio de Soba.  Además, representa la máxima elevación del macizo de Hornijo.

## Toponimia
Esta montaña recibe también el nombre de Porra del Mortillano, Montellano o Montillano. 
Entre esta montaña y Peña Rocías hay dos pináculos calizos que se conocen como las Porras o los Porrones de Mortillano, pero que no deben identificarse con la cima principal.

## Rutas de acceso
La ruta de montañismo más directa y frecuentada para acceder a la cima del Mortillano parte del Collado de Asón (682 m s. n. m.), en la carretera CA-265.
Una alternativa al itinerario previo sería ascender desde la localidad de Arredondo (163 m s. n. m.), salvando un desnivel positivo absoluto de 1250 m por un recorrido abrupto. 
Una tercera opción sería iniciar el ascenso desde Rocías (414 m s. n. m.) a través de la canal de Cantiscuela. Este itinerario salva un desnivel positivo inferior a la ruta desde Arredondo.